# Gammogobius steinitzi
Gammogobius steinitzi е вид бодлоперка от семейство Попчеви (Gobiidae). Видът не е застрашен от изчезване.

## Разпространение и местообитание
Разпространен е в Гърция (Крит), Испания (Балеарски острови), Италия (Сардиния и Сицилия), Словения, Украйна (Крим), Франция (Корсика) и Хърватия.
Обитава крайбрежията на морета и реки. Среща се на дълбочина от 2 до 15 m.

## Описание
На дължина достигат до 3,8 cm.